# Eretmocerus californicus
Eretmocerus californicus es un insecto himenóptero parásito de varias especies de moscas blancas, de los géneros Bemisia, Trialeurodes y otros. Este insecto así como las especies muy próximas a esta Eretmocerus eremicus y Eretmocerus mundus son muy utilizado en el control biológico de plagas en cultivos agrícolas.